# 圣但尼迪派雷
圣但尼迪派雷（法語：Saint-Denis-du-Payré，法語發音：[sɛ̃ dəni dy pɛʁe]）是法国卢瓦尔河地区大区旺代省的一个市镇，位于该省南部，属于丰特奈勒孔特区。

## 地理
圣但尼迪派雷（46°24'26"N, 1°16'7"W）面积16.24 平方千米，位于法国卢瓦尔河地区大区旺代省，该省份为法国西部沿海省份，北起大西洋卢瓦尔省和曼恩-卢瓦尔省，西临大西洋，南至滨海夏朗德省，东部及东南部与德塞夫勒省接壤。
与圣但尼迪派雷接壤的市镇（或旧市镇、城区）包括：沙奈、格吕、莱鲁、滨海圣伯努瓦、圣米歇尔昂莱尔姆、特里艾兹。
圣但尼迪派雷的时区为UTC+01:00、UTC+02:00（夏令时）。

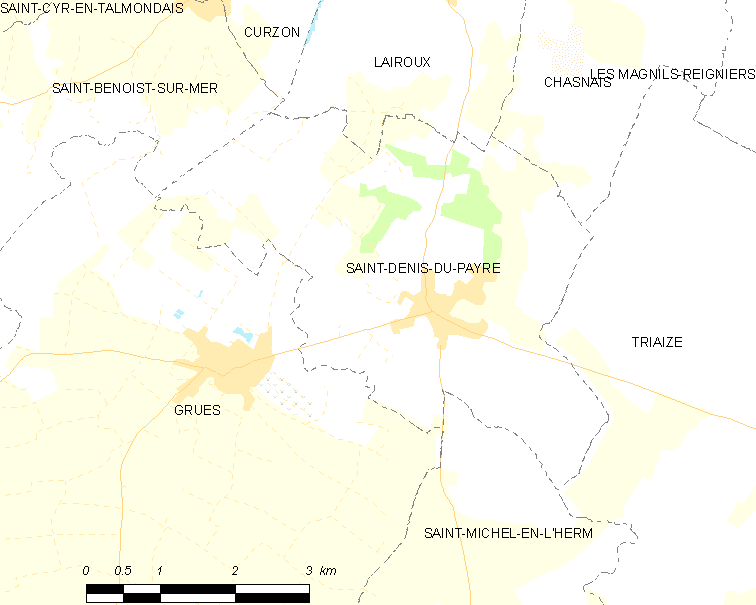
圣但尼迪派雷的OSM定位图

## 行政
圣但尼迪派雷的邮政编码为85580，INSEE市镇编码为85207。

## 政治
圣但尼迪派雷所属的省级选区为吕松县。

## 人口

1962-2008年间圣但尼迪派雷人口变化图示

圣但尼迪派雷于2022年1月1日时的人口数量为413人。